# Ordre du Travail (Azerbaïdjan)
L'ordre du Travail (en azéri : "Əmək" ordeni) est une distinction honorifique décernée par la République d'Azerbaïdjan.

## Création
L'ordre est créé par le décret n°428-VQD du 22 novembre 2016.

## Statut
L'Ordre du travail récompense les citoyens de la République d'Azerbaïdjan, les étrangers et les apatrides pour leurs réalisations professionnelles destinées au développement et au bien-être de l'Azerbaïdjan dans tous les domaines d'activité.
Il est attribué à des personnes ayant effectué de longues périodes d'activité professionnelle dans l’industrie, l’agriculture, la construction, les transports, le commerce, l’artisanat, les services et autres domaines, avec des résultats remarquables dans les domaines de la science, de l’éducation, de la santé, de la culture, de l’éducation physique, du sport et autres.
Ce prix récompense également la productivité dans le travail et l'amélioration de la qualité du produit, la production de haute qualité, l'utilisation continue et efficace de nouvelles techniques, technologies, inventions et propositions de rationalisation.
L'ordre comprend trois classes.

## Insigne
L'insigne de forme circulaire est formé d'un croissant complet dont le diamètre extérieur est de 38 mm et le diamètre intérieur de 30 mm. Au centre de la partie inférieure du croissant se trouve gravé le mot "ƏMƏK" le long du cercle. L'intérieur de l'insigne est composé d'une étoile à huit branches d'une épaisseur de 4 mm sur laquelle s'inscrit le dessin d'une fleur. Le revers est lisse et gravé du numéro d'ordre de la décoration. L'insigne est en or, argent et bronze, respectivement pour la Ire, IIe et IIIe classe. Il est suspendu à un ruban qui reprend les trois couleurs du drapeau national, bleu, rouge et vert.
Il se place sur la poitrine après l'insigne de l'ordre pour le service de la Patrie.

## Récipiendaires

### Ireclasse
- Ogtay Haziyev - ouvrier en bâtiment du village de Jojug Marjanli du district de Jabrayil[3]
- Khochbakht Yussufzade - premier vice-président de la compagnie pétrolière d'État d'Azerbaïdjan (SOCAR)[4]
- Fatma Husseynova - cultivatrice de coton, village de Karatepe, district de Sabirabad. Héros du travail socialiste[5]
- Tofig Ismayilov - Producteur de coton, village de Yeni Karadolak, district d'Agjabadi [5]
- Fazil Musayev - directeur de la coopérative agricole « Agjabadi Innovation »[5]
- Taïr Salakhov - artiste, artiste du peuple de l'URSS, héros du travail socialiste[6]
- Chamsaddin Khanbabayev - chef du pouvoir exécutif du district de Khatchmaz[7]
- Yagub Mahmudov - directeur de l'Institut d'histoire de l'Académie nationale des sciences d'Azerbaïdjan [8]Insigne en argent de deuxième classe.

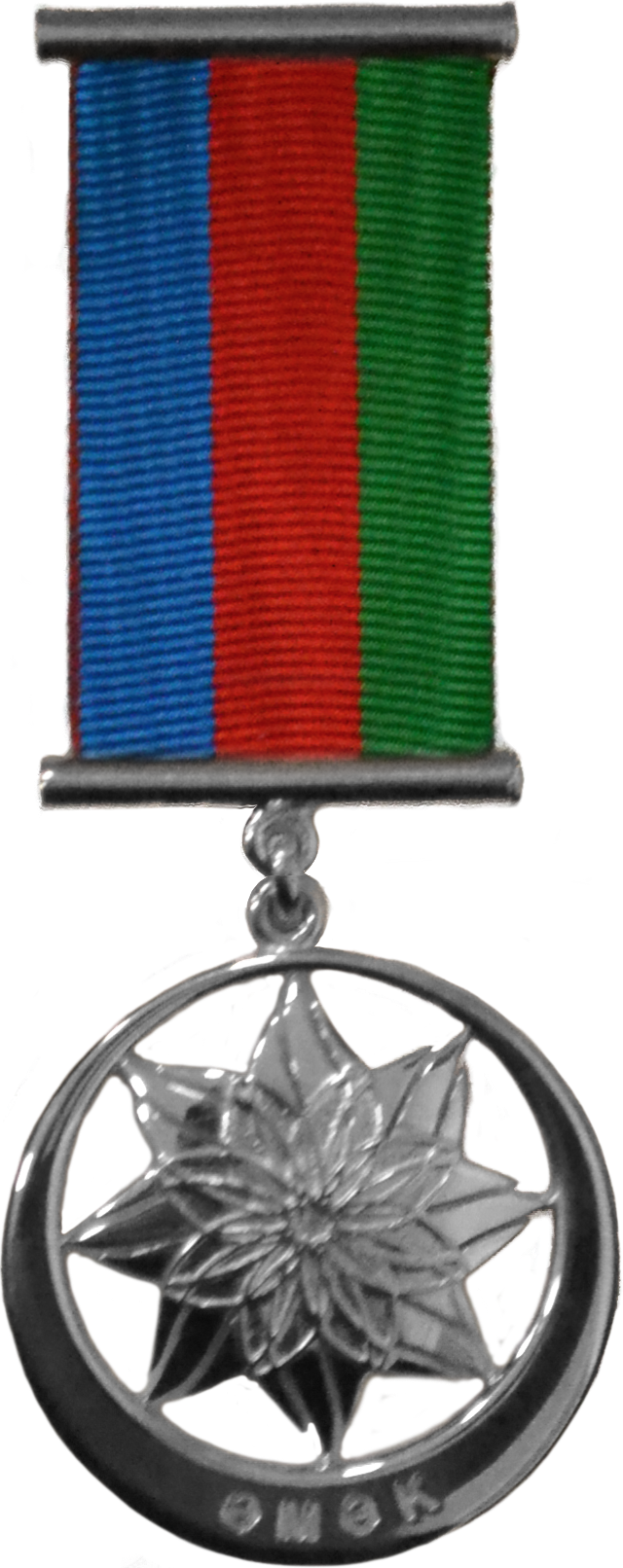
Insigne en argent de deuxième classe.

### IIeclasse
- Suleyman Gassimov - vice-président de la compagnie pétrolière d'État d'Azerbaïdjan (SOCAR) [9]
- Khalik Mammadov - vice-président de la compagnie pétrolière d'État d'Azerbaïdjan (SOCAR) [9]
- Faig Aghayev - agriculteur, village de Dudenga, district de Charur [5]
- Ramil Babayev - agriculteur, village de Khindrystan, région d'Agdam [5]
- Siragaddin Jabbarov - chef du pouvoir exécutif de la région de Saatli[5]

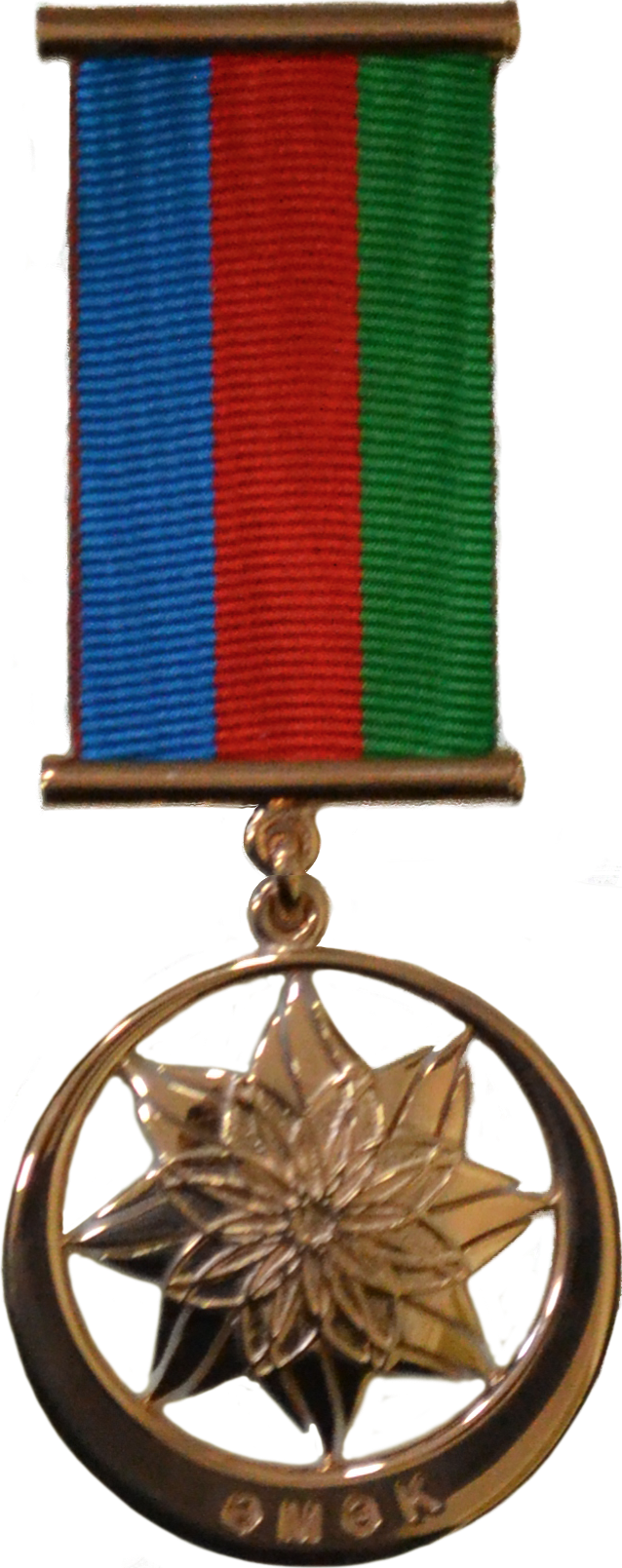
Insigne en bronze de troisième classe.

### IIIeclasse
- Nail Amirov - ingénieur en chef de la raffinerie de Bakou[4]
- Akber Feyzullayev - docteur en sciences géologiques et minéralogiques, membre titulaire de l'Académie nationale des sciences de l'Azerbaïdjan
- Dachgin Iskenderov - directeur général de l'association de production « Azneft »
- Agil Mammadov - chef de l'unité de sauvetage militarisée des fontaines combattantes[9]
- Aslan Moussayev - ingénieur honoré de l'Azerbaïdjan[9]
- Nazim Veliyev - chef du département de la science et de la technologie, président du comité syndical de la Compagnie pétrolière nationale d'Azerbaïdjan[9]